# Villa Profitlich

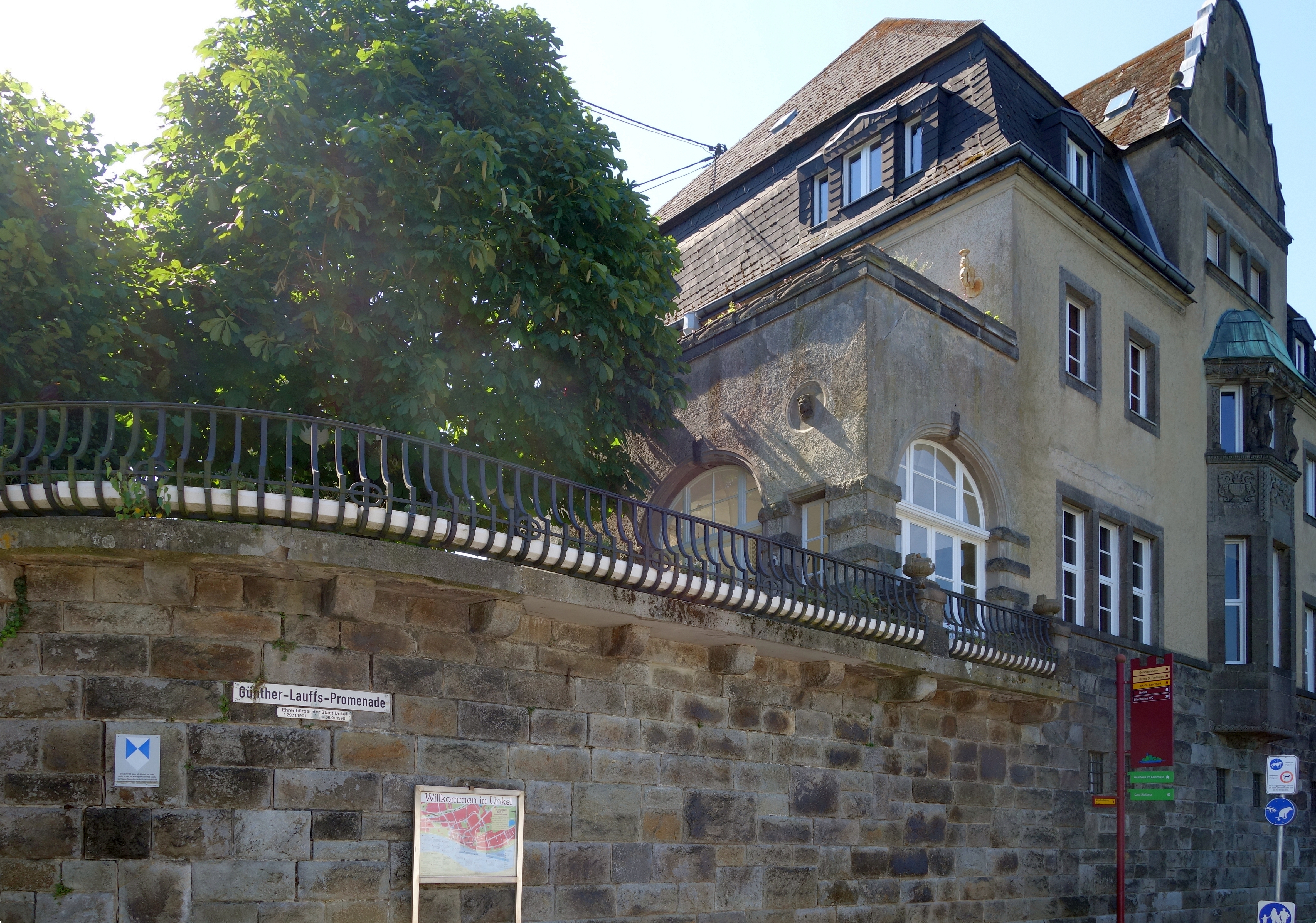
Villa Profitlich (2018)

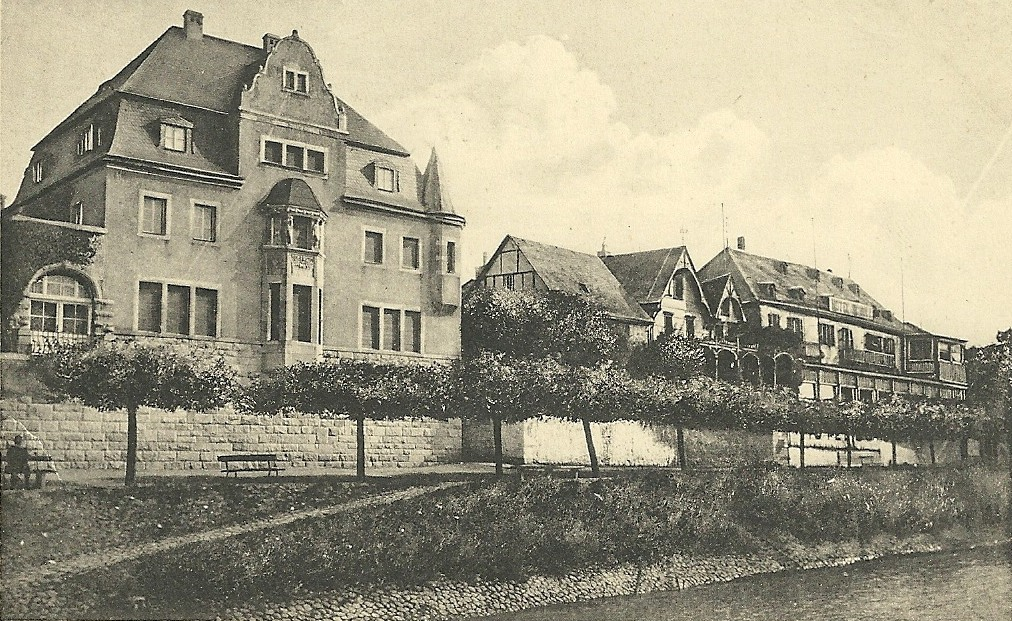
Die Villa im Jahr 1912

Die Villa Profitlich in der am Mittelrhein gelegenen Stadt Unkel ist ein in den Jahren 1910/11 für den Pelzfabrikanten Ernst Profitlich (* 10. Dezember 1855 in Paris; † 19. Februar 1919 in Unkel) errichtetes Wohnhaus. Es steht auf dem Gelände der auf das Jahr 1873 zurückgehenden Werksanlage der Firma Paul Profitlich & Söhne, Rauchwaren-Zurichterei und Färberei, das heute kaum mehr als ehemalige Produktions- und Lagerstätte erkennbar ist.
Die Hausadresse ist Von-Werner-Straße 9.

## Villa
In den Jahren 1910/1911, also etwa 37 Jahre nach Erwerb des Anwesens für die Werksanlagen der Pelzzurichterei und Färberei, ließ sich der Ernst Profitlich, Sohn des Firmengründers Paul Profitlich, auf der Rheinseite des Betriebsgrundstücks eine repräsentative Villa erbauen. Entworfen hat sie der bekannte Berliner Architekt Wilhelm Freiherr von Tettau. Ernst Severin Profitlich stammt aus einer Familie, die mindestens seit dem 17. Jahrhundert nachweislich in Unkel beheimatet ist. Er war mit Johanna Reussner verheiratet. Ernst Profitlich wohnte bis zur Fertigstellung seines Hauses im Jahr 1911 im Haus Adrienne (nach seiner Mutter benannt) auf der Unkeler Siebengebirgsstraße 1, eine ebenfalls heute noch stehende Villa, die sein Vater gegenüber dem neuen Bahnhof hatte errichten lassen.
Es handelt sich bei der Villa Profitlich um einen Mansarddachbau, auf der Rheinseite geprägt von einem Ziergiebel und einem eindrucksvollen, für das Repräsentative maßgebenden Erker mit Jugendstilornamenten. Das Hoftor ist mit der Jahreszahl 1922 bezeichnet. Die Stützmauer aus neuerer Zeit besteht aus behauenem Trachyt, der vielleicht von der Perlenhardt im Siebengebirge stammt, wenngleich die Struktur etwas davon abweicht. An der Mauer des Fronhofs auf der gegenüberliegenden Straßenseite zeugen diverse Hochwassermarken von den Überschwemmungen früherer Jahre.

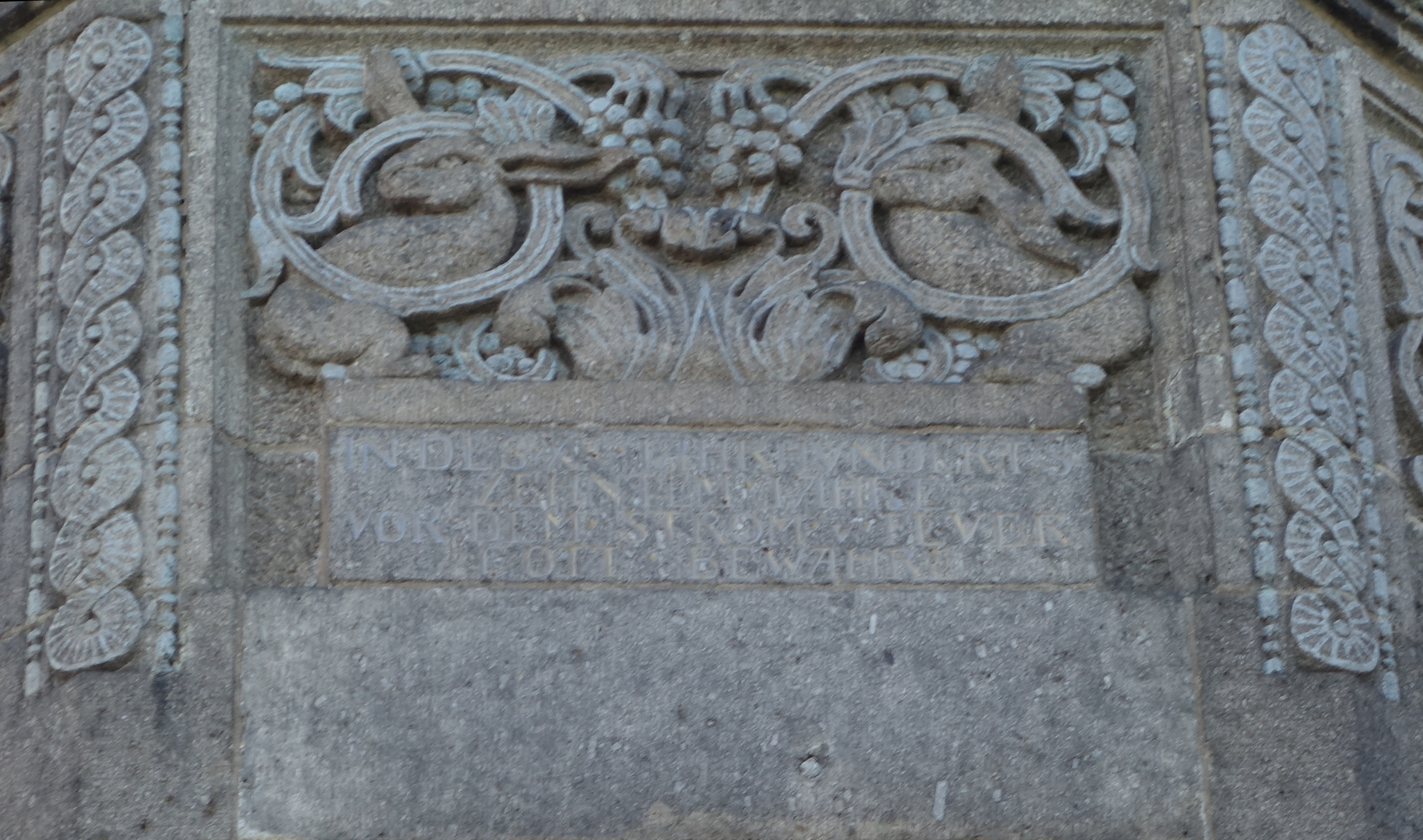
Mittlerer Teil des Cometen-Erkerfrieses, mit zwei Kaninchen, als Hinweis auf die Kaninveredlung der Firma Profitlich

Eine Inschrift am Hauserker erinnert an ein Ereignis, das viele Menschen damals in Angst versetzt hatte. Die Erde durchquerte in diesem Jahr den Schweif des alle 74 bis 79 Jahre die Erde passierenden Halleyschen Kometen, und Wissenschaftler hatten kurze Zeit zuvor festgestellt, dass in ihm das giftige Gas Dicyan enthalten ist. Der dreiteilige Text besagt:

„Bin im Zeichen des Cometen hier geboren – In des XX. Jahrhundert’s zehntem Jahre vor dem Strom u. Fluer Gott bewahr – Mich und die mein Dach als Schirm erkoren“

Eine Machbarkeitsstudie im Auftrag der Technischen Universität Wien beschrieb im Jahr 2015 künftige Entwicklungsmöglichkeiten des Profitlich-Komplexes im Rahmen des Modellvorhabens „Kulturstadt Unkel am Rhein“:

„Die ehemalige Pelzfabrik aus dem Ende des 19. Jahrhunderts stellt ein unentdecktes Kleinod einer Kleinstadt am unteren Mittelrhein dar. Die Immobilie steht nicht unter Denkmalschutz, stellt aber eine der wenigen Spuren der industriellen Geschichte der Gemeinde dar, d. h. Denkmalschutz wäre möglich. Die Immobilie ist kaum mehr als Produktions- und Lagerstätte erkennbar, da sie durch Ein- und Umbauten in ihrer Substanz sehr stark verändert wurde. Nutzungen reichen von einer Gastwirtschaft im unteren Preissegment über die Räume einer Fahrschule bis zu einfachen Wohnungen für große ausländische Familien. Die Umnutzung der Immobilie zu gehobenem „Atelier-Wohnen“ ist denkbar. Ob sich dies privatwirtschaftlich darstellen lässt, hängt von der Entwicklung der Gemeinde als Ganzem ab. Eine Amortisation des Investments ist eher mittel- bis langfristig denkbar.“

## Paul Profitlich & Söhne, Rauchwaren-Zurichterei und Färberei
Durch seine Heirat im Juni 1853 mit der Französin G. Adrienne Clerc (* 1828 in Paris; † 1904 in Unkel) im Pariser Vorort Chalmaison erwarb der Paul Profitlich (* 31. Dezember 1821 in Münstereifel; † 15. Juni 1902 in Unkel) die Teilhabe an einer dortigen Pelzfabrik. Das Paar hatte fünf Kinder. Nach dem Ende des Deutsch-Französischen Krieges von 1870/71 wurde er vor die Wahl gestellt, die französische Nationalität anzunehmen oder das Land zu verlassen. Daraufhin kam Paul Profitlich, mit seiner Ehefrau, zurück nach Unkel.
Mit dem Bau der rechtsrheinischen Eisenbahn und dem Anschluss Unkels mit einem eigenen Bahnhof im Jahr 1870 wurde es für Unternehmen interessant, in Unkel Produktionsstätten zu errichten. Als am 9. Januar 1873 Paul Profitlich die Baugenehmigung und die Konzession für seinen Pelzveredlungsbetrieb bekam, schuf er etwa 60 neue Arbeitsplätze (später waren es zeitweilig wesentlich mehr), zusammen mit der Betonwarenfabrik Schwenzow waren es damals etwa 100. Dies nutzten viele der um Unkel ansässigen Winzer, um von ihrem bisherigen risikoreichen Erwerbszweig auf einen wahrscheinlich sichereren Fabrikarbeitsplatz zu wechseln. Der Lohn der Arbeiter bei Profitlich betrug durchschnittlich 2,50 bis 3 Mark pro Tag, was als ein guter Verdienst galt. Die Pelzbranche und mit ihr die Pelzveredlungsindustrie ist allerdings eine Saisonbranche, die Felle fallen hauptsächlich im Laufe des Winters an und müssen ab dem Frühjahr den Kürschnern zur Verarbeitung zur Verfügung stehen. Zudem ist die Branche außergewöhnlich stark von Konjunktur-, Mode- und sonstigen Einflüssen betroffen. Die jährlichen Mitarbeiterzahlen schwankten deshalb, auch war es nur in besonders guten Zeiten möglich, die Arbeit so weit zu strecken, dass die Beschäftigten durchgehend das ganze Jahr in der Rauchwarenzurichtung Arbeit hatten.
Johann Joseph Westhofen (* 1824; † 1906) erinnerte sich:

„Nach meiner Schulentlassung habe ich 2 Jahre in der Landwirtschaft zu Hause gearbeitet. Dann habe ich bei Paul Profitlich in Unkel in der Pelzfabrik gearbeitet. Bis zum Jahre 1881, (dann) war keine Arbeit mehr da. Nun haben wir 3 Breitbacher zu Fuß Arbeit gesucht. Jos. Küppen, Anstreicher (?) ist in Köln krank geworden und 1887 in Breitbach gestorben. Nikola Prinz ist in Düsseldorf auf ein Schiff gegangen, später hat er in Westfalen gearbeitet u. ist verschollen. Bis Gelsenkirchen bin ich gereist u. habe bald ein Jahr in der Bierbrauerei gearbeitet – auf der Hochstraße (?) bei Heinrich Holthaus. Dann war mir das Geld zu wenig u. da habe ich in Bulmke (?) auf der Hochöfen …. (?) (Hüllenhof) in der Schlosserei als Hilfsarbeiter gearbeitet.
Auch habe ich, wenn in Unkel im Winter nichts zu tun war, etliche Monate auf Konzelation (?) als Schlüber (?) in der Erde gearbeitet. Als es in Unkel bei Herrn Profitlich wieder Arbeit gab, habe ich wieder dort angefangen.“

Kaninfelle konnte man um 1890 nur in Frankreich und Belgien gut färben (Firmen Chapal, Détré, Dolat), trotz etlicher hervorragender Rauchwarenveredlungsbetriebe beim Pelzzentrum Leipziger Brühl. Das einzige deutsche Unternehmen, das damals in der Lage war, Kanin in ein gutes, brauchbares Fabrikat zu veredeln, war die Firma Paul Profitlich in Unkel. Die in Deutschland noch seltener verlangten „aparten Töne“ kamen aus Paris und London. Seine Kenntnisse hatte sich Unkel in Frankreich angeeignet. Erst die Beschränkung der Einfuhrmöglichkeiten und die Materialknappheit des Ersten Weltkriegs (1914 bis 1918) zwangen die Leipziger Rauchwarenchemiker, ein wirkliches, tiefdunkles Schwarz zu entwickeln. Zusätzlich geschoren, wurde es, als Massenprodukt „Sealkanin“ (auch „Seal-Elektrik“ genannt) auch überregional, als ganz besonders hochwertig in der Pelzbranche geschätzt.
Aber auch Profitlich konnte nicht wirklich die französische Kaninqualität erreichen. Der Leipziger Rauchwarenkaufmann Friedrich Jäkel erinnerte sich 1966:
„Der Verfasser lernte bei der Leipziger Firma, die den ersten Posten Kaninfelle, gefärbt in schwarz, rosé, zobelfarbig und skunksartig, aus Unkel vertreiben sollte. Zur Ostermesse 1907 waren mehrere 100 Dutzend in drei Farben verkaufsbereit. Es fand sich aber auf Anhieb kein Käufer, obwohl die Ware im Dutzend nur drei bis sechs Mark kosten sollte. Nach französischem Vorbild hatte der Hersteller ebenfalls Durchschnittspreise für je vier Dutzend gefordert, und zwar 12 Stück große, 24 mittlere und zwölf kleine Felle mußten zusammengehen, und daß in drei Qualitäten. Aber wie sah diese erste Ware aus! Entsetzlich! Die schwarz rosé waren total stumpf, und die Oberhaarkanin unschön, zum Teil fleckig, und das Haar lag platt auf dem Leder. […] Was mag der Hersteller damals an der Ware verdient oder besser gesagt verloren haben. Denn schließlich kosteten die vielen Versuche auch viel Geld und Zeit.“
Die Ware hatte auf der Messe im Jahr darauf einen Preis von 21 bis 42 Pfennig pro Fell erzielt, die Felle konnten nur für Kragen und Muffe verwendet werden. Die nächste Lieferung, die Friedrich Jäkel zu sehen bekam, war schon etwas besser.
Jäkel berichtete:
„Aus Sorge, es könnte schlechter geliefert werden, wurde vom Leipziger Kommissionär der Verfasser nach Unkel geschickt, um die Kaninfelle für den Kunden zu übernehmen, zu verpacken und versandfertig auf dem direkten Wege zu den Kunden zu bringen; denn die Aufträge waren in der Zwischenzeit größer geworden. - Es war äußerst interessant den »Betrieb« kennenzulernen. Man hätte diese Zurichterei und Färberei heute einmal sehen müssen. So fragte man sich mit Erstaunen aber auch Bewunderung, wie es möglich war, in welcher Enge und mit welchen Hilfsmitteln dieser Pionier der Kaninveredlung es fertigbrachte, diese Mengen von gefärbten Kaninfellen herzustellen. Durch die Erfolge aber in modernen Veredlungsbetrieben in Frankreich und in Leipzig mußte dieser rührige Herr Profitlich, so hieß er, die Veredlung bald aufgeben. Auf den Gedanken, aus solchen Kaninfellen zu damaligen Zeit Damenmäntel herzustellen, wäre niemand gekommen, sie hätten auch entsetzlich ausgesehen.“
Paul Profitlich schilderte die Arbeit in seiner Rauchwarenzurichterei und -färberei: „Den Fellen, welche im rohen, trockenen Zustande bei mir eingehen, werden zunächst die Köpfe, Pfoten und Schwänze entfernt, respektive abgeschnitten. Letztere gehen nach Frankreich zur Filzbereitung, während die Köpfe und Pfoten von Winzern und Landwirten zu Düngemitteln geholt werden.“ Danach wurden die Pelze zunächst mit Naphthalin behandelt, um das Ungeziefer zu vernichten, sowie in Wasser eingeweicht, abgeschabt und mit einer Kochsalzlösung bestrichen. Vor der Trocknung konservierten sie die Arbeiter mit Rüböl. Die Felle wurden anschließend gefärbt und vor allem nach Frankreich exportiert.
Im Jahr 1892 wählte man Paul Profitlich von der dritten Abteilung zum Gemeindevorsteher. Nach seinem Tod im Jahr 1902 leitete anfangs der älteste Sohn Alexander das Unternehmen, kam aber damit nicht zurecht. Er wurde von dem zweiten Sohn Ernst (Ernest) Severin Profitlich (* 10. Dezember 1855; † 19. Februar 1919, verheiratet mit Johanna H. M. Reussner) abgelöst, der es bis zum Jahr 1917 führte. Dieser baute das Unternehmen erfolgreich aus.
Als im Ersten Weltkrieg die männlichen Arbeitskräfte knapp wurden, mussten stattdessen Frauen und Mädchen in der Pelz-Zurichterei und Färberei Profitlich arbeiten, um die Versorgung der Soldaten an der Ostfront mit warmer Kleidung zu versorgen. Im Kriegsjahr 1917 übernahm der Betriebsleiter Clemens Fels († 1961) die Firma Paul Profitlich & Söhne.
Im Jahr 1922 warb das Unternehmen unter der Firmenbezeichnung Gesellschaft Profitlich m. b. H., vorm. Ernst Profitlich: „Profitlich-Farben sind die Besten! Seal-Elektrik, Biberette, Skunks, Schwarz, Alaska.“ In einer zweiten Anzeige wies man darauf hin, dass die Gesellschaft das älteste Werk der Branche in Deutschland sei.
Noch sechs Jahre nach Ende des Zweiten Weltkriegs (1939–1945) ist die Firma unter ihrem alten Namen und Adresse, Paul Profitlich & Söhne, Frankfurter Straße 45, im Branchenverzeichnis der Pelzbranche des Jahres 1953 verzeichnet. Ab dem darauffolgenden Jahr, 1954, firmiert sie stattdessen als „Rauchwaren-Zurichterei und Färberei Clemens Fels“. Im Fachadressbuch des Jahres 1957 befindet sich für sie noch ein Eintrag – Clemens Fels starb 1961 –, spätestens in der Adressbuchausgabe des Jahres 1966 ist auch das Unternehmen Clemens Fels nicht mehr aufgeführt.
Ein Nachkomme von Paul Profitlich in 4. Generation, mit gleichem Namen (* 6. April 1979 in Unkel; † 4. August 1953 ebenda), war als Rauchwarenhändler ebenfalls in der Pelzbranche tätig. Im Jahr 1951 reichte er für ein Haus auf dem Rheinbüchel 19 einen Bauantrag ein. Paul Profitlich II. hat dort offenbar kurze Zeit bis zu seinem Tod gewohnt, seine Witwe Klara, geb. Strauchmann, bis etwa 1956, danach wurde das Haus verkauft.

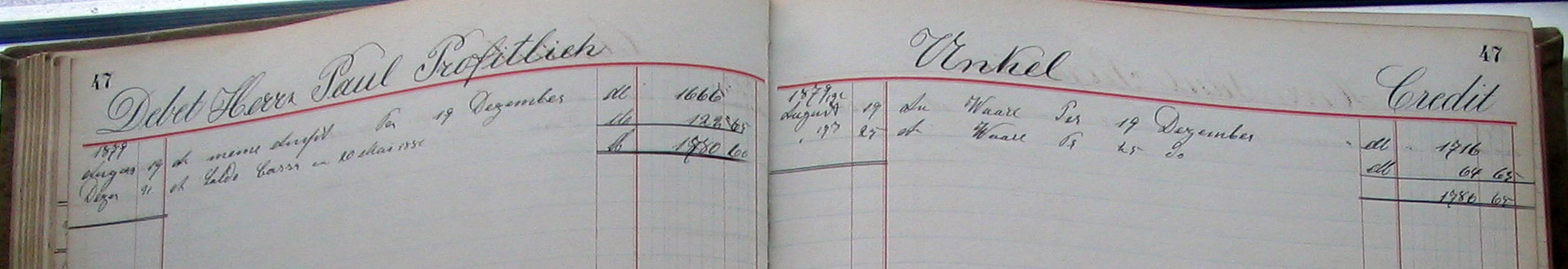
Forderung über 1780,65 Mark an „Herrn Paul Profitlich, Unkel“ im Hauptbuch des Rauchwarenhändlers Naoum Dedo in Leipzig, 1879

### Das Werksgelände

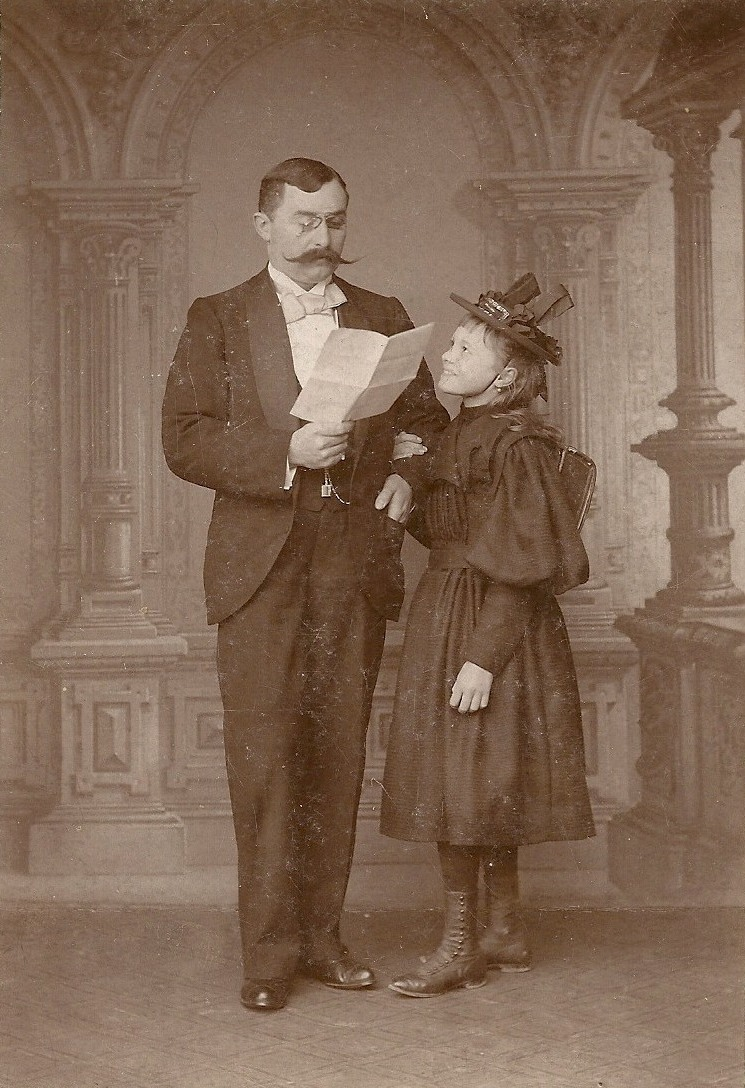
Ernst Profitlich mit Tochter Ada, die in Remagen ein Pensionat für „höhere“ Töchter besuchte und wohl stolz ihr Zeugnis zeigt (1894)

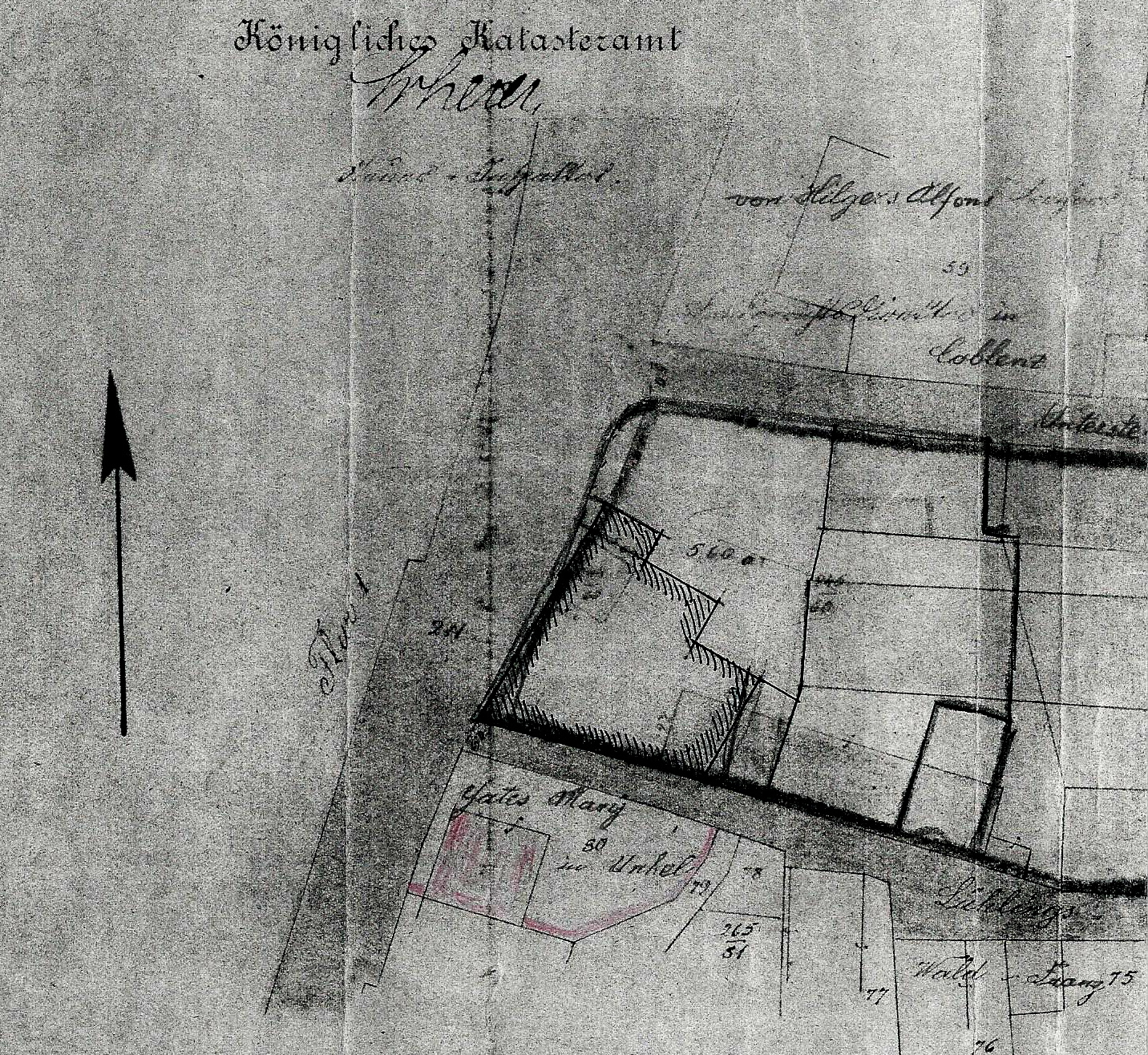
Lageskizze der Grundstücks-Westseite (1909)

Das ehemalige Betriebsgelände einschließlich der Villa Profitlich wird rheinseitig von der Günther-Lauffs-Promenade begrenzt, im Norden von der Von-Werner-Straße (damals noch „Unterste Gasse“), im Osten von der Frankfurter Straße und auf der Südseite von der Lühlingsgasse.
Im April 1873, ein Vierteljahr nach Erteilung der Baugenehmigung, wurde auch die Betriebserlaubnis erteilt, es müssen somit bereits große Teile des Betriebsgebäudes gestanden haben. Die von zwei großen Industrieschornsteinen überragten Fabrikgebäude ließ Paul Profitlich schrittweise errichten. In den Jahren 1903 und 1909 entstanden Erweiterungsbauten, westlich des heute noch stehenden Fabrikgebäudes erstreckten sich längs der heutigen Von-Werner-Straße Maschinenräume, an der Lühlingsgasse befanden sich Nebengebäude, wie Büros, Felltrockenräume und ein Wohnhaus. Die letzte große Erweiterung war eine langgestreckte Fabrikhalle in der Mitte des Geländes.
Die Betriebserweiterungen, unter anderem sollten die Arbeiter bessere sanitäre Anlagen bekommen, gingen nicht widerspruchsfrei vonstatten. Die wohlhabenden Unkeler Villenbesitzer fürchteten Geruchsbelästigungen ihrer Immobilien und strengten sogar einen Prozess an. Dies waren vor allem der Kölner Unternehmer und Verleger August Neven Dumont, der englische Ingenieur Yates und der Freiherr von Hilgers. Das Gericht entschied jedoch zugunsten des Unternehmens. Als Ernst Profitlich, der Sohn des Firmengründers die Firma im Jahr 1902 übernahm und sie erweitern wollte, kam es erneut zu Protesten. Profitlich schrieb an den Bürgermeister: „Ich bitte in Erwägung zu ziehen, ob 80 Arbeiter nicht ebensoviel Rücksicht verdienen wie die Paar Villenbesitzer, welche ein paar Sommermonate hier verbringen und ihre Steuern außerhalb bezahlen.“ Die Baugenehmigung wurde zwar erteilt, jedoch nur unter Auflagen.
Wohl in dem Gebäude Frankfurter Straße 45, Ecke Von-Werner-Straße 1 betrieb Clemens Fels bis in die 1920er Jahre noch die Pelzfärberei.
Seine Tochter Renate, verheiratete Lehmacher, verkaufte das Eckgebäude 1983 an Dieter Rechmann, der hier einen Installationsbetrieb für Sanitär und Heizung eröffnete. Vor ihm war hier bereits die Lederball-Fabrik von Johann Behrendt; in dem Ecklokal befand sich in den 1950er Jahren die Schnellwäscherei mit Heißmangel Götze; in den 1970er Jahren die Wäscherei und Reinigung Breyer; bis 2011 ein Blumengeschäft (Janine Lepère-Walger), dann eine Fahrschule und anschließend ein Architekturbüro (freier Architekt Daniel Schmitz).Stand 2025 – Neben der Toreinfahrt befand sich zeitweise ein Reisebüro, daneben das Lokal „Papillon“, dann hieß es „Moni's Pub“, dann „Bine“ und anschließend „Bei Bine“, dann „Ally Pally“.
Die Tochter Adrienne, genannt Ada (* 20. Januar 1884; † 3. März 1967, verheiratet in 2. Ehe mit dem Staatsanwalt Max Hattingen) erbte den westlichen Gebäudeteil mit der Rheinvilla (Staatsanwalt Hattingen tat sich in den ersten Jahren des Nationalsozialismus als außergewöhnlich integer und mutig hervor.).
Eine weitere, seit 1920 mit dem Krefelder Seidenfabrikanten Hans Walter Hollender verheiratete Tochter, Hertha (* 1900; † 1988), erbte die östlichen Gebäude auf der Seite Frankfurter Straße (Die Firma G. Hollender Söhne war noch bis nach 2000 ein Spezialist für Pelzfutterseiden). Inzwischen ist das Gelände zu Wohnzwecken umgewidmet, ferner bestehen dort Geschäftslokale, Gastronomie und Gewerbebetriebe. Die alten Backsteinmauern hinter der Villa sind teilweise noch vorhanden, ein Backsteingebäude im Nordosten des Areals ist noch wie ursprünglich erhalten, den Innenhof kann man durch einen Torbogen von der Frankfurter Straße und einen schmalen Durchgang von der Lühlingsgasse aus betreten. Die Künstlerin, Schreinerin und Objektgestalterin Andrea Schwank hatte hier ihre Werkstätten.

Das ehemalige Werksgelände im Jahr 2018
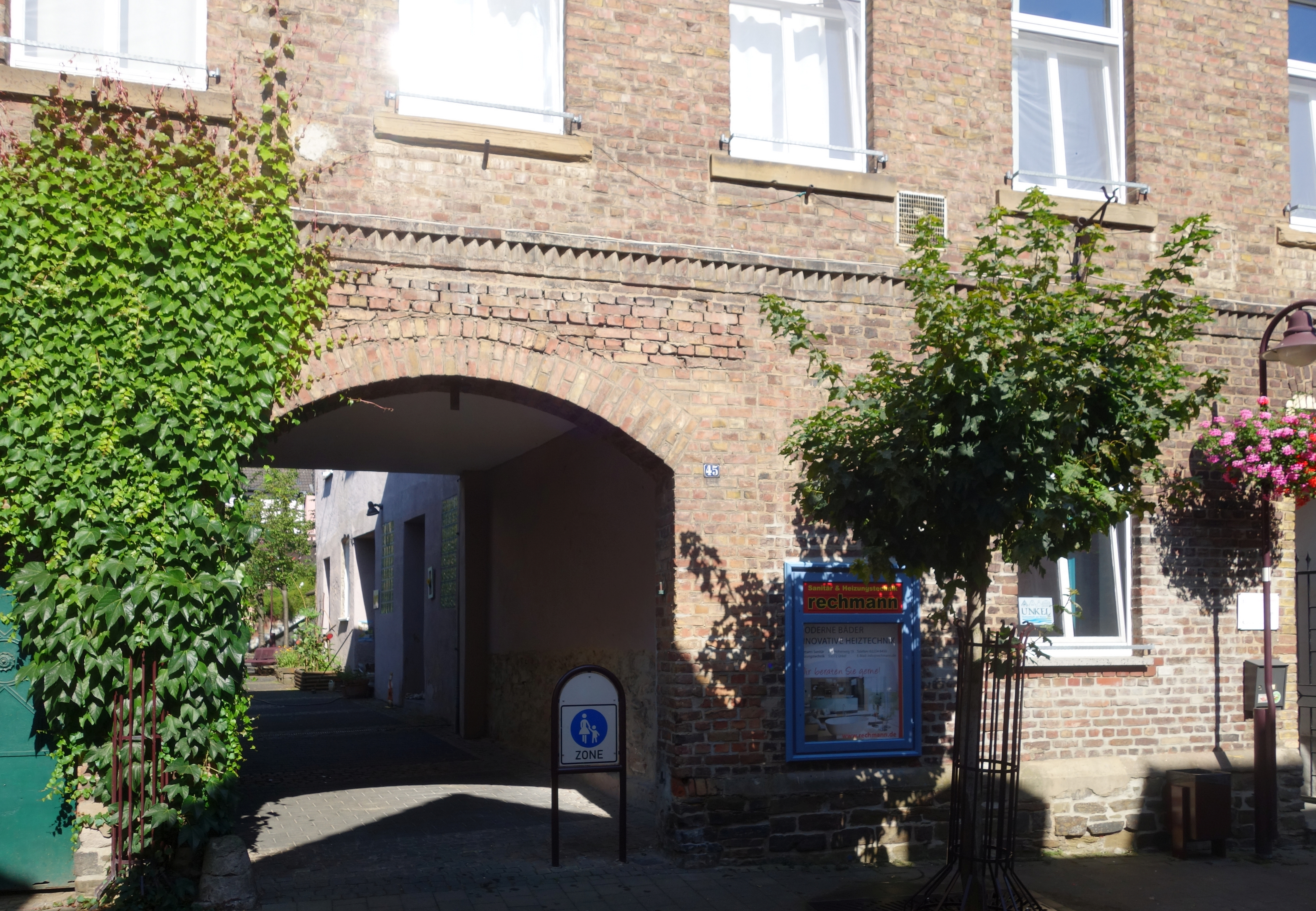
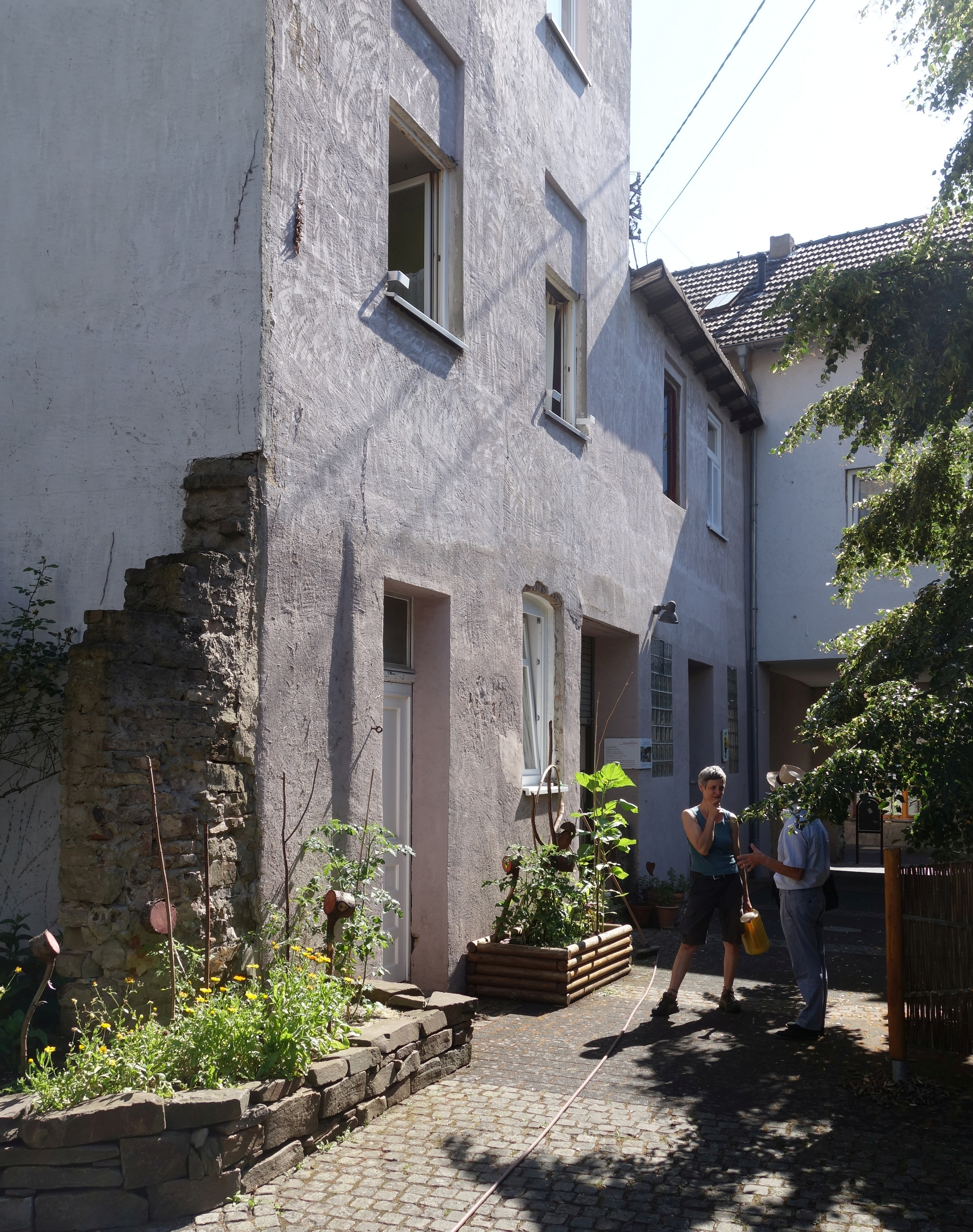
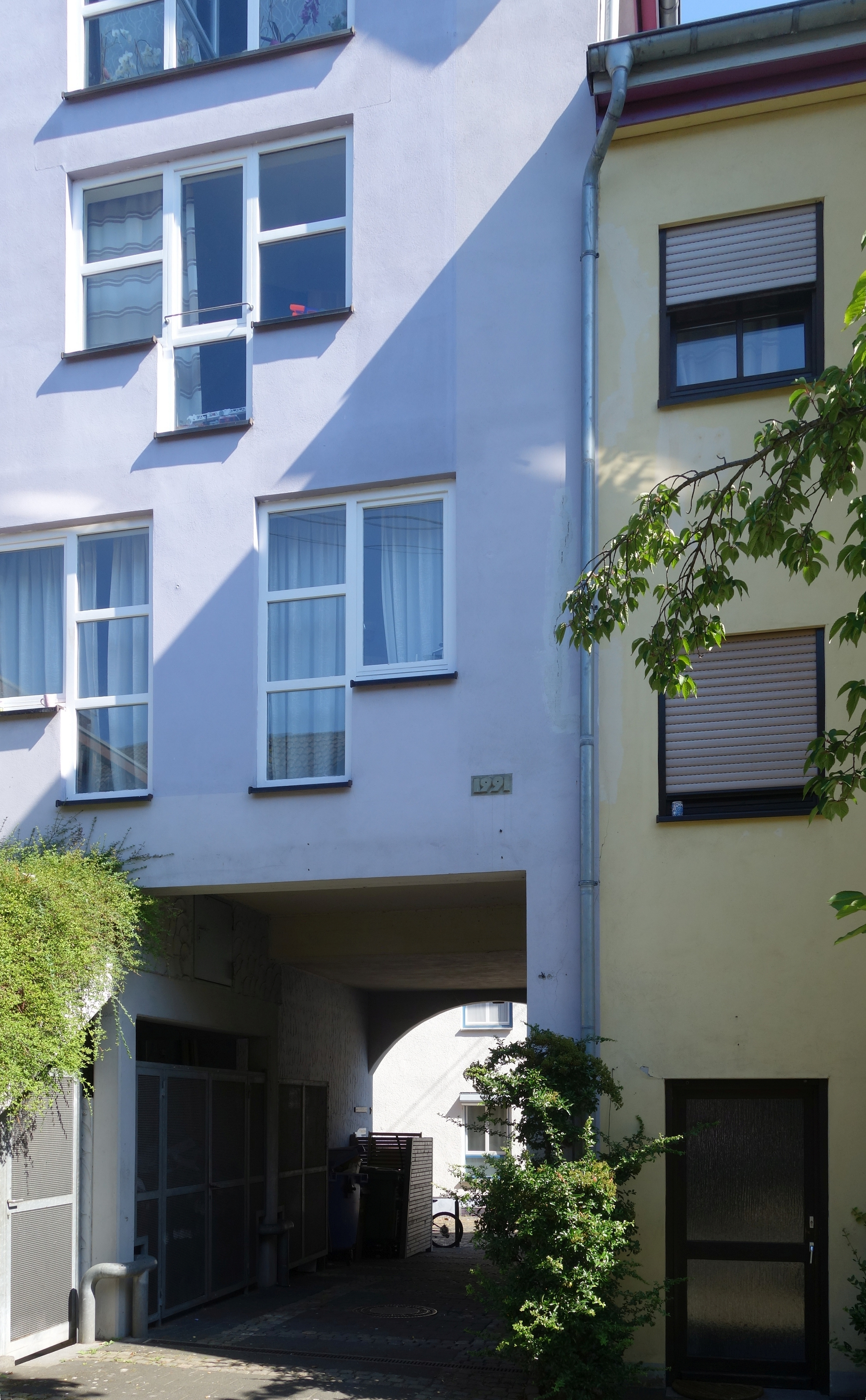
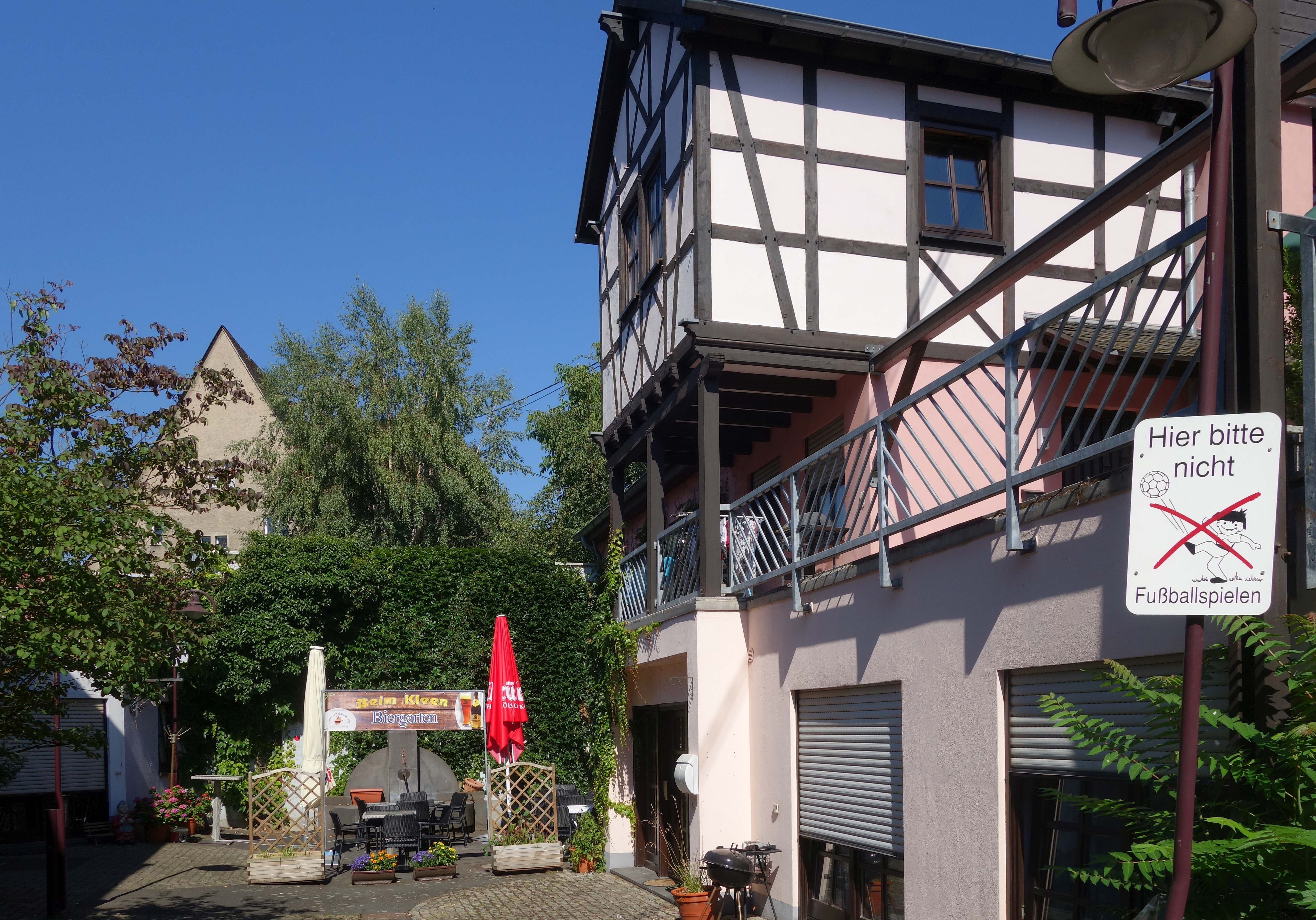
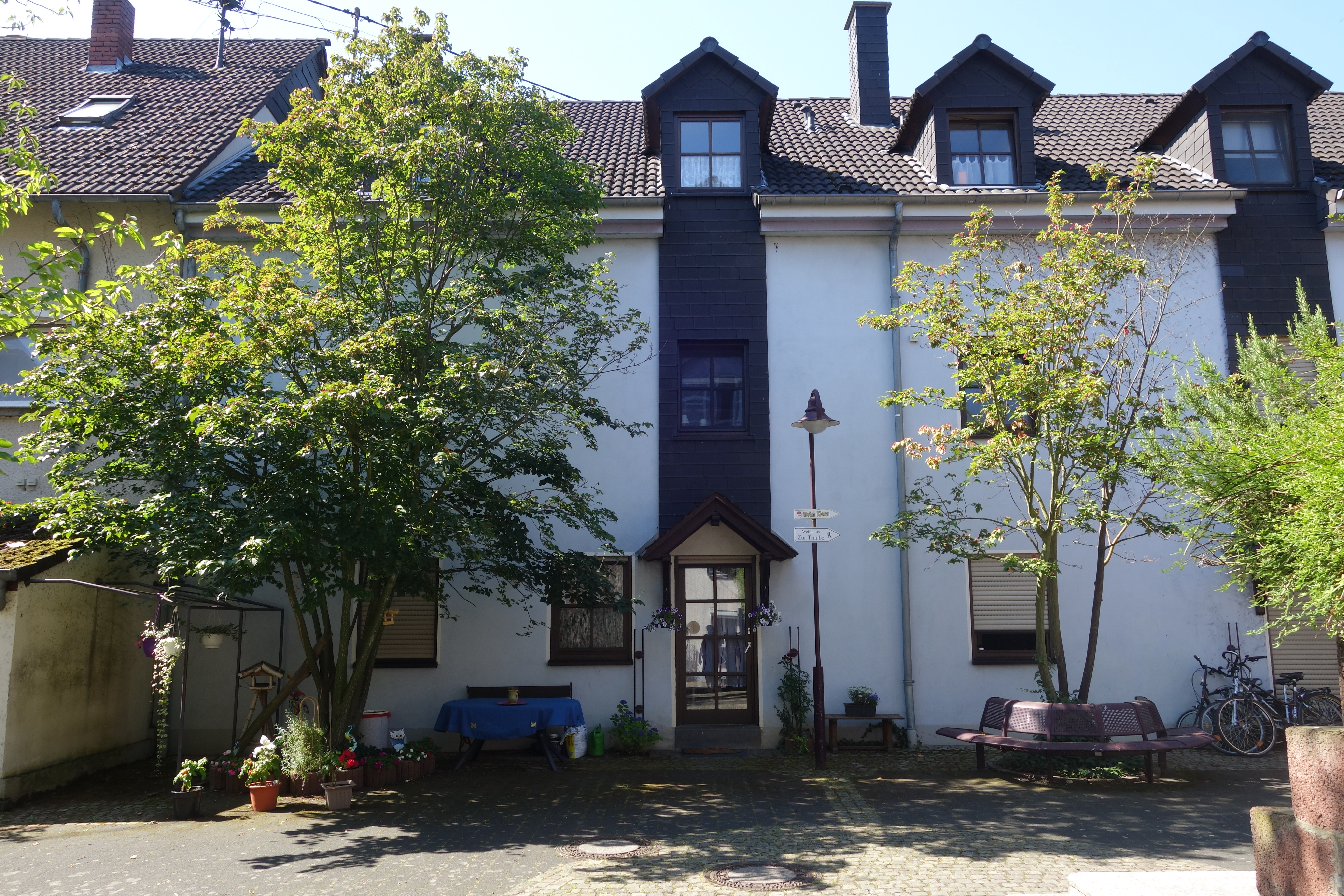
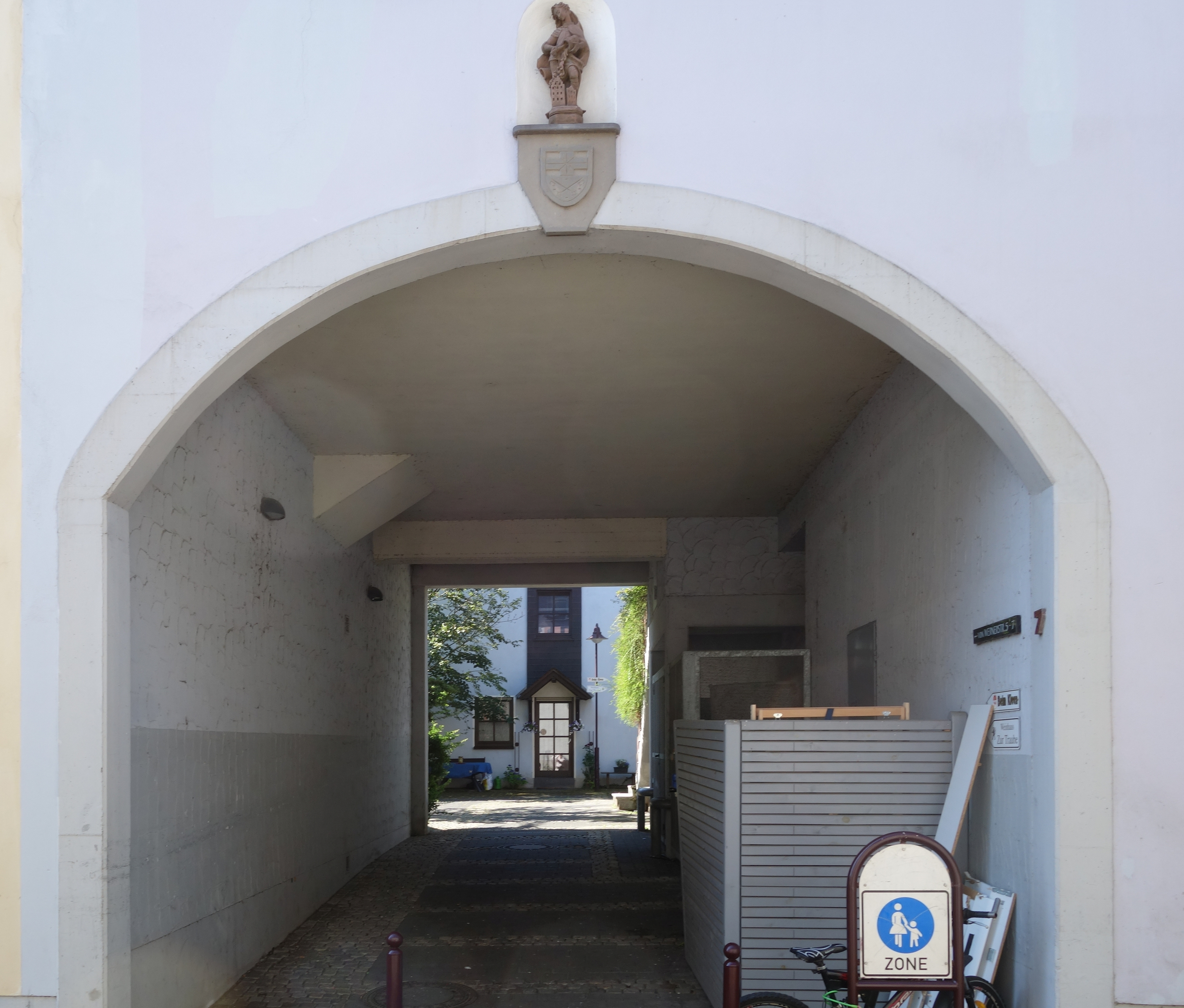